# Nindirí
Nindirí là một khu tự quản thuộc tỉnh Masaya, Nicaragua. Khu tự quản Nindirí có diện tích 143 ki lô mét vuông. Đến thời điểm năm 2005, huyện Nindirí có dân số 38355 người.